# Incident 15. července

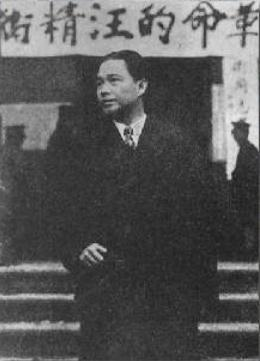
Wang Ťing-wej před 15. červencem

Incident z 15. července (čínsky: 七一五事变, pchin-jin: Qī-Yī wǔ shìbiàn ), známý Komunistickou stranou Číny (KS Číny) jako kontrarevoluční puč z 15. července (čínsky: 七一五反革命政变, pchin-jin: Qī-Yī wǔfǎn gémìng zhèngbiàn) a jako Wuchansko-komunistické rozdělení (čínsky: 武汉分共, pchin-jin: Wǔhàn fēngòng) Kuomintangem (KMT), ke kterému došlo 15. července 1927. Po rostoucím napětí v koalici mezi vládou KMT ve Wu-chanu a KS Číny a pod tlakem konkurenční nacionalistické vlády vedené Čankajškem v Nankingu nařídil wuhanský vůdce Wang Ťing-wej v červenci 1927 očistu své vlády od komunistů.

## Pozadí
Během Severní expedice (1926–1928) jejímž cílem bylo sjednotit roztříštěnou Čínu, byla politika Kuomintangu v rámci První sjednocené fronty mezi KMT a KS Číny „spojenectvím s Ruskem a tolerancí ke komunistům“ (čínsky: 联俄容共, pchin-jin: lián É róng gòng). Nicméně poté, co antikomunistická frakce KMT vedená Čankajškem zorganizovala v dubnu 1927 masakr komunistů a levičáků, nacionalistická vláda ve Wu-chanu, vedená Wang Ťing-wejem, odsoudila Čankajška, který si v Nankingu založil vlastní vládu, označující začátek rozdělení Nankingu a Wu-chanu. Wuhanská vláda zpočátku udržovala spojenectví s KS Číny, ale později mezi nimi vystupňovalo napětí. Vojevůdci jako Feng Jü-siang, který velel velkým vojenským silám, také vyzývali k přerušení vazeb s komunistickou stranou.

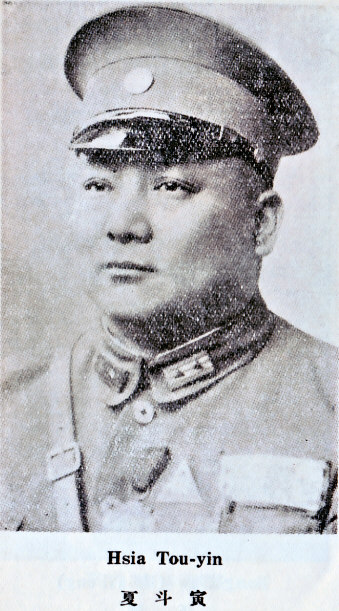
Xia Douyin

Vztahy mezi levicí KMT a KS Číny zůstaly blízké i po „šanghajském masakru“, kdy Čankajšek 12. dubna provedl očistu od komunistů, a společné konference KMT a KS Číny se často konaly i nadále. Dělnická a zemědělská hnutí nadále rostla, ale někteří generálové a vojáci KMT, zejména ti z rodin vlastníků půdy nebo obchodníků, byli zneklidněni nárůstem třídních válečných zabíjení.  Sü Kche-siang, velitel pluku KMT 33. pluku, 35. armády, zahájil 21. května operaci na odzbrojení komunistů (čínsky: 马日事变, pchin-jin: mǎ rì shìbiàn) a zanedlouho vedl protikomunistickou vzpouru také Sia Tou-jin, velitel 14. nezávislé divize. Přestože vwuhanská vláda nařídila jejich potlačení, pod ochranou válečníka Che Ťiena a dalších úředníků se jim podařilo přeběhnout k nankingksé vládě, což vedlo k tomu, že Wu-chan ztratil kontrolu nad částí Chu-peje a většinou Chu-nanu. Dne 29. června velitel wu-chanské posádky Li Pin-ťien a Che Ťien otevřeně deklarovali svou podporu antikomunistické věci a rozehnali útočníky Chan-čou a jejich bojové jednotky. Protože rozvrat a neshody ve Wu-chanu pokračovaly, vydala Komunistická internacionála (Kominterna) 1. června sérii rozkazů známých jako „květnové instrukce“, o nichž se Wang domníval, že zničí KMT. Pod rostoucím tlakem se Wang rozhodl rozejít s komunisty a Sovětským svazem.

## Události 15. července
15. července uspořádal Wang Ťing-wej schůzku v rámci KMT, během níž formálně zveřejnil obsah „květnových instrukcí“ a odsoudil rozhodnutí KS Číny, ačkoli zastával názor, že k odstranění komunistů z Wu-chanu by měly být použity nenásilné metody. Tento návrh se setkal se souhlasem většiny členů; jediný, kdo protestoval a odešel, byl zástupce Sung Čching-ling Eugene Čchen . Nakonec schůze schválila „Politiku sjednocení strany“, prohlášení, které bylo namířeno proti deklaraci KS Číny, požadující, aby všichni komunisté v KMT a armádě okamžitě prohlásili, že vystupují z KS Číny nebo jim hrozí okamžitá suspendace. Wu-chanská vláda kromě toho vyslala do Moskvy své vyslance, aby projednali, jak oboustranně zaručit svobodu a bezpečnost komunistů, kteří se chystali ustoupit. Poté, co se Wang dozvěděl o deklaraci KS Číny ze dne 13. července, následujícího dne jménem předsednictva politického výboru obvinil komunistickou stranu, že „zničila revoluci“, a pozastavil všem komunistům činnost ve wu-chanské vládě. 
Hlavní sovětský poradce wu-chanské vlády Michail Borodin tajně opustil Wu-chan někdy mezi 13. a 16. červencem. Když se generál Che Ťien doslechl o jeho odchodu, zahájil palbu na Borodinovo bývalé velitelství a bylo vyhlášeno stanné právo. Síly KMT věrné Čankajškovi začaly postupně přebírat město a Ťienovy jednotky přepadaly levicové pevnosti a zatýkaly nebo zabíjely ty, kteří neutekli.   Sovětský vojenský poradce Vasilij Bljucher unikl pokusu o atentát, když odjížděl z města do Šanghaje, kde se rozloučil s Čankajškem, který mu umožnil útěk do Ruska.  Osmnáctého byl Wu-chan zaplaven antikomunistickými, antisovětskými a anti-Borodinskými propagandistickými plakáty.  Přestože wu-chanská vláda očišťovala komunisty, neznamenalo to okamžitě, že jejich konfrontace s Čankajškem skončila, a nadále ho považovali za „jediného nepřítele naší země a strany“. 
V reakci na čistky zahájily síly KS Číny 1. srpna povstání v Nan-čchangu proti vládě KMT Wu-chan, čímž začala čínská občanská válka, a 19. srpna se wu-chanská vláda smířila s vládou v Nankingu. 